# 沃尔夫冈·罗特
沃尔夫冈·罗特（德語：Wolfgang Rott，1946年11月28日—），德国男子曲棍球运动员。他曾代表西德参加1968年、1972年和1976年夏季奥林匹克运动会曲棍球比赛，其中1972年奥运会获得一枚金牌。